# Chantal Mouffe
Chantal Mouffe (Charleroi, 17 de juny de 1943) és una filòsofa i politòloga belga professora de teoria política a la Universitat de Westminster a Londres. S'inscriu entre els filòsofs/es post-estructuralistes i politòlegs/es contemporanis de més anomenada. És especialment coneguda per obres emblemàtiques com Hegemonia i estratègia: cap a una radicalització de la democràcia (1985) escrit amb la col·laboració del filòsof Ernesto Laclau.
Dins de les preocupacions teòriques de Mouffe, cobren marcada rellevància les temàtiques que giren entorn de la política -el liberalisme polític i la defensa de la democràcia-, i els antagonismes com a clau de la mateixa existència de la societat. També ha realitzat aportacions al feminisme i la crítica al racionalisme.

## Biografia
Chantal Mouffe estudià a Lovaina, París i Essex i ha treballat a moltes universitats d'arreu del món (a Europa, Amèrica del Nord i Amèrica Llatina). També ha estat professora visitant a Harvard, Cornell, Princeton i al CNRS (París). Durant el període 1989-1995 va exercir com a Directora de Programa al Col·legi Internacional de Filosofia a París. Actualment ocupa una càtedra al Departament de Ciències Polítiques i Relacions Internacionals de la Universitat de Westminster al Regne Unit, on dirigeix el Centre per a l'Estudi de la Democràcia.
Ella és més coneguda per la seva contribució al desenvolupament, junt amb Ernesto Laclau, amb qui va escriure Hegemonia i Estatègia Socialista—de l'autoanomenada Escola d'Essex de l'anàlisi del discurs, un tipus d'investigació política post-marxista sobre la base de Gramsci, el postestructuralisme i les teories de la identitat, i la redefinició de la política d'esquerra en termes de democràcia radical.
Destacada crítica de la democràcia deliberativa (sobretot en les seves versions rawlsiana i abermasiana), també és coneguda pel seu ús crític de l'obra de Carl Schmitt, sobretot el concepte de "la política", en proposar una radicalització de la democràcia moderna, el que ella anomena "el pluralisme agonístic". Més endavant ha desenvolupat interès a destacar el potencial radical de les pràctiques artístiques. L'obra de Mouffe Agonistics: Thinking the World Politically (2013) ha estat criticada per Timothy Laurie pel seu fort enfocament en les institucions de l'Estat, assenyalant que "l'entusiasme professat per Mouffe per (alguns) moviments islamistes no occidentals és únicament condicionat a la seva assumpció d'instruments d'Estat".

## Pensament[calcitació]

### Trajectòria política postmarxista
Juntament amb el seu company i marit Ernesto Laclau van iniciar el corrent filosòfic anomenat postmarxista, un corrent que buscava en els seus inicis una adaptació de l’herència marxista en els nous moviments socials sorgits a la dècada dels 60 com el feminisme, ecologisme, alliberament homosexual, antimilitarisme, etc.
La perspectiva pròpia de Mouffe basada en el postmarixisme i antiesencialisme queda inscrita en la obra Hegemonia y estratègia socialista coescrit amb Ernesto Laclau el 1985. Els teòrics formulen una teoria basada en un llenguatge postmodernista que és capaç de analitzar els moviments socials dels anys 60, ja que amb la anàlisis classista tradicional no era suficient per comprendre dita realitat sociopolítica. La crítica del llibre s'inspira en el corrent del pensament estructuralista i postestructuralista. A més, recuperen elements de Louis Althusse i Antonio Gramsci per trencar l'excés de classismes del marxisme ortodox.

### La política i el polític
Chatall Mouffe estableix la distinció entre "la política" i "el polític", proposta que ens proporciona la clau per comprendre el caràcter conflictual de tota societat i serà, a més d'un dels elements teòrics sobre els quals construeix la seva proposta d'una democràcia radical pluralista. Proposa entendre per "la política" el conjunt de pràctiques corresponents a l'activitat política tradicional, mentre que "el polític" hauria de referir-se al mode en què s'estableix la societat. Concibir "el polític" com la dimensió d'antagonisme que considera constituent de les societats humanes, i entendre "la política" com el conjunt de pràctiques i institucions a través de les quals es crea un determinat ordre, organitzant la coexistència humana en el context de la conflictivitat derivada del polític.
L'antagonisme és un element intrínsec del polític, pel que qualsevol posició que aconsegueixi la força força pot arribar a agrupar als humans en termes de amic / enemic. El reconeixement d'aquesta naturalesa conflictiva sempre serà possible a través de la distinció anterior, i a partir d'això es podran comprendre els objectius d'una democràcia política -equilibrar les distincions de manera que sigui possible el pluralisme-. Així mateix, és possible "domesticar" l'antagonisme establint un vincle entre les parts del conflicte, de manera que es reconegui com a oponents legítims i no com a enemics (a aquesta relació se l'anomena "agonisme") així es reduiria l'antagonisme en una forma que no destruiria l'associació política.

### Crítica dels models liberals i deliberatius
Segons, Chantal Mouffe la democràcia liberal d’avui dia és el resultat de la confluència de dues tradicions diferents: la tradició democràtica i la tradició liberal. Aquests dos conceptes no poden anar interrelacionats perquè són dos principis contraposats.
Per redactar aquest discurs en contra de la democràcia liberal i la democràcia deliberativa s'inspira de la crítica de Carl Schmitt contra el liberalisme. Schmitt arriba a la conclusió que les democràcies liberals són invisibles i estan abocades al fracàs al estar construïdes sobre una paradoxa: la confrontació entre les aspiracions democràtiques i les del individualisme liberal. En resum, Segons Chantal Mouffe, “Schmitt sostiene que el liberalismo niega la democracia y la democracia niega el liberalismo”.
Mouffe està en contra de la teoria sobre l'oposició entre liberalisme i democràcia. Per la politòloga, aquesta oposició es pot reformular d’una manera que “esta articulación puede considerarse como el locus de una tensión que estabelece una dinàmica muy importante, una dinàmica constitutiva de la especificidad de la democràcia liberal como nueva forma política de Sociedad”. El liberalisme i la democràcia mantenen una relació de contaminació en la que l’articulació d’aquests dos principis modificarà en algun moment la identitat de l’altre.
Amb relació a l’oposició als partits de la democràcia deliberativa com Habermas o Rawls, Mouffe la qüestiona d’igual manera que el liberalisme: una democràcia besada en el racionalisme.

### Ciutadania, identitat i democràcia radical i plural
El liberalisme individualista i el republicanisme cívic ignoren el caràcter antagònic de lo polític i postulen l'existència d'identitats individuals i col·lectives preconstituïdes.
En la formació de les identitats polítiques intervenen dimensions afectives i es construeixen sempre entorn d'un nosaltres en oposició a un ells que resulta ser una condició de possibilitat de la constitució del nosaltres. Mouffe es basa en la distinció amic / enemic de Carl Schmitt i en la noció de l'exterior constitutiu, que no ha de ser entesa com una relació dialèctica entre el nosaltres i el ells sinó com una oposició irreductible que posa en manifest la impossibilitat d'eliminar l'antagonisme. I aquesta oposició es dona en la construcció de tota identitat, que pot ser la font d'un antagonisme ètnic, religiós o polític.
Chantal Mouffe considera que introduint l'antagonisme podria conduir a una concepció vàlida per l'establiment d'una ciutadania democràtica radical. Per a això, matisarà la interpretació de Michael Oakeshoott, considerant la societat com el resultat d'una articulació hegemònica donada d'unes relacions de poder que poden ser desafiades per una altra alternativa anti-hegemònica, introduint així el necessari antagonisme de lo polític.
Ens trobem davant la possibilitat d'una nova forma de ciutadania, entesa com la identitat política que es crea a través de la identificació de la respublica amb la que es fa possible un nou concepte de ciutadà. La ciutadania no es concebuda com un estatus legal sinó com una forma d'identificació amb els principis polítics de la democràcia pluralista moderna: la llibertat i igualtat per a tots.
En aquest tipus de societat, sempre estarà oberta la possibilitat que sorgeixin noves identitats entorn de posicions de subjecte subordinades que es configurin com un nou pol de confrontació política agonista.
La desconstrucció de les identitats essencialistes, ha aixecat crítiques en el context del feminisme. Algunes teòriques feministes pensen que amb l'abandonament de la categoria de subjecte es posa en qüestió la possibilitat de fundar una política feminista. Chantal Mouffe considera, pel contrari, que algunes de les polèmiques entre corrents feministes quedarien dissoltes si aquestes adoptessin una concepció antiesencialista de la identitat.
Per l'autora, descartar la possibilitat d'admetre una idea essencialista de identitat de la dona implica descartar la idea d'una política feminista entesa com una forma de política dissenyada per aconseguir els objectius de les dones quant a dones. La política feminista haurà de concebre's més bé com la persecució de les metes i aspiracions feministes dins del context d'una més àmplia articulació de demandes.

### Feminisme
Chantall Mouffe es defineix com una feminista que vol crear igualtat de gènere, "a l'estil de Simone de Beauvoir". Assegura que es feminista en les seves posicions polítiques, però que en la seva producció, no fa teoria política feminista.
Defensa una concepció extensiva de feminisme i la necessitat de “molts feminismes”. Tot i això, aclareix que no està d’acord amb totes les formes de feminisme, particularment amb la que anomena “essencialista”: Jo anomeno essencialista al corrent que diu que hi ha un pensament específicament femení, que finalment es el gènere el que determina la manera en que actuarem al món. El meu feminisme consisteix en dir que s'ha de reconèixer certes diferencies entre els homes i les dones -perquè no dic que la igualtat es trobi en la similitud-, però estic en contra de totes les formes de diferencies que porten a una subordinació de la dona. Això per mi es fonamental”.
Considera que no hi ha una sola forma de ser feminista i que mai s'ha d’apostar per l’aplicació d’un model importat i que es necessari buscar maneres específiques, no necessàriament tan distintes. Compara això amb la política, que ha de partir d’un context determinat, d’una tradició i que “no pot ser mai la implementació de principis abstractes”.
En el seu text Feminisme, ciutadania i política democràtica radical, publicat el 1992, afirma que la categoria “dona” no correspon a cap essència unitària i unificadora i que per tant, el problema ja no ha de ser tractar de descobrir-la. Reconeix que les feministes liberals han estat lluitant per una amplia gamma de drets de les dones amb la finalitat de fer-les ciutadanes iguals, però qüestiona que aquestes no han desafiat els models liberals dominants de ciutadania i política. També critica el discurs del feminisme de diferencia i considera que “un projecte de democràcia radical i plural no necessita un model de ciutadania sexualment diferenciat en que les tasques específiques d’homes i dones estiguin valorades amb equitat, sinó una concepció diferent de què és ser un ciutadà i de com actuar com a membre d’una comunitat política democràtica.” “Aquesta ciutadania democràtica radical està òbviament renyida amb la visió liberal del ciutadà: la concepció del ‘grup diferenciat’ d’Iris Young, entre d'altres motius, per considerar que és una ‘visió essencialista’ de grup.
Mouffe considera que el feminisme és la lluita per la igualtat de les dones, però que aquesta ha de ser entesa com a lluita en contra de les múltiples formes en que la categoria “dona” es construeix com a subordinació. Les feministes, afegeix, poden contribuir en la política amb una reflexió sobre les condicions per crear una igualtat efectiva per a les dones. La seva aposta és per un projecte polític amb aspiració a lluitar contra les formes de subordinació que existeixen en moltes relacions socials i no només contra aquelles vinculades al gènere, qüestionant una interpretació “que redueixi la nostra identitat a una posició singular, ja sigui de classe, raça o gènere”

## Publicacions
- (ed.) Gramsci and Marxist Theory. London – Boston: Routledge / Kegan Paul, 1979.
- (with Ernesto Laclau) Hegemony and Socialist Strategy: Towards a Radical Democratic Politics. London – New York: Verso, 1985.
- (ed.) Dimensions of Radical Democracy: Pluralism, Citizenship, Community. London – New York: Verso, 1992.
- The Return of the Political. London – New York: Verso, 1993.
- Le politique et ses enjeux. Pour une démocratie plurielle. Paris: La Découverte/MAUSS, 1994.
- (ed.) Deconstruction and Pragmatism. London – New York: Routledge, 1996.
- (ed.) The Challenge of Carl Schmitt. London – New York: Verso, 1999.
- The Democratic Paradox. London – New York: Verso, 2000.
- (ed.) Feministische Perspektiven. Wien: Turia + Kant, 2001.
- (ed.) The legacy of Wittgenstein: Pragmatism or Deconstruction. Frankfurt am Main – New York: Peter Lang, 2001.
- On the Political. Abingdon – New York: Routledge, 2005.
- Hegemony, Radical Democracy, and the Political, edited by James Martin, London: Routledge, 2013.
- Agonistics: Thinking The World Politically. London – New York: Verso, 2013.
- Mouffe C, 1995 ‘Post-marxism: democracy and identity’, Environment and Planning D vol.13 pp. 259–266 ML: P305 E30.j